# Honneur (Kartenspiel)
Als Honneurs bzw. engl. Hono(u)rs bezeichnet man im Kartenspiel die höchsten  Trümpfe bzw. etwas allgemeiner die höchsten Karten einer  Farbe.
Der Besitz von Honneurs wird in vielen Spielen mit Sonderpunkten prämiert; so etwa darf beim Écarté der Spieler, der den Trumpf-König im Blatt hat, diesen melden und einen Punkt markieren.
Prämien für Honneurs gibt es auch beim Whist – ein Vorläufer dieses Spiels trägt sogar den Nanen Ruff and Honours; beim  Bridge, genauer Rubberbridge, gelten folgende Regeln:
- Bei einem Kontrakt in einer Trumpf-Farbe gelten die fünf höchsten Trümpfe, also Ass, König, Dame, Bube und Zehn als Honneurs. Hält ein Spieler vier oder sogar alle fünf Honneurs in seinem Blatt, so erhält er hierfür eine Prämie von 100 bzw. 150 Punkten.

- Bei einem Kontrakt ohne Trumpf (Sans Atout oder No trump) gelten die vier Asse als Honneurs; hält ein Spieler alle vier Asse in seinem Blatt, so wird dies mit einer Gutschrift von 150 Punkten prämiert.

Prämien für Honneurs werden beim modernen Turnierbridge jedoch nicht mehr gutgeschrieben.
Im weiteren Sinne zählen auch die roten Dreier bei Canasta, die Meldung einer Mariage bei Sechsundsechzig oder Bézique, die Meldung bestimmter Kombinationen bei Piquet oder der Besitz von Blumen- bzw. Jahreszeitenziegeln bei Mah-Jongg zu den Honneurs.